# Бочкарьовка (Чишминський район)
Бочкарьо́вка (рос. Бочкарёвка, башк. Бочкаревка) — присілок у складі Чишминського району Башкортостану, Росія. Входить до складу Алкінської сільської ради.
Населення — 50 осіб (2010; 62 в 2002).
Національний склад:
- росіяни — 93 %